# مدار ۲۱ درجه شمالی
مدار ۲۱ درجه شمالی، دایره‌ای از عرض جغرافیایی است که در ۲۱ درجهٔ شمالی خط استوا  قرار دارد.

## گذر از مناطق
از نصف‌النهار مبدأ شروع می‌شود و به سمت مشرق ۲۱ درجه شمالی از موارد زیر گذر می‌کند:
| مختصات‌ها                                             | کشور، قلمرو یا دریا | توضیحات                                                                   |
| ---------------------------------------------------- | ------------------- | ------------------------------------------------------------------------- |
| ۲۱°۰′ شمالی ۰°۰′ شرقی / ۲۱٫۰۰۰°شمالی ۰٫۰۰۰°شرقی      | مالی                | This part of Mali has declared independence as ازواد                      |
| ۲۱°۰′ شمالی ۱°۱۱′ شرقی / ۲۱٫۰۰۰°شمالی ۱٫۱۸۳°شرقی     | الجزایر             |                                                                           |
| ۲۱°۰′ شمالی ۷°۴۲′ شرقی / ۲۱٫۰۰۰°شمالی ۷٫۷۰۰°شرقی     | نیجر                |                                                                           |
| ۲۱°۰′ شمالی ۱۵°۳۶′ شرقی / ۲۱٫۰۰۰°شمالی ۱۵٫۶۰۰°شرقی   | چاد                 |                                                                           |
| ۲۱°۰′ شمالی ۲۱°۵′ شرقی / ۲۱٫۰۰۰°شمالی ۲۱٫۰۸۳°شرقی    | لیبی                |                                                                           |
| ۲۱°۰′ شمالی ۲۵°۰′ شرقی / ۲۱٫۰۰۰°شمالی ۲۵٫۰۰۰°شرقی    | سودان               |                                                                           |
| ۲۱°۰′ شمالی ۳۷°۷′ شرقی / ۲۱٫۰۰۰°شمالی ۳۷٫۱۱۷°شرقی    | دریای سرخ           |                                                                           |
| ۲۱°۰′ شمالی ۳۹°۱۷′ شرقی / ۲۱٫۰۰۰°شمالی ۳۹٫۲۸۳°شرقی   | عربستان سعودی       |                                                                           |
| ۲۱°۰′ شمالی ۵۵°۲۰′ شرقی / ۲۱٫۰۰۰°شمالی ۵۵٫۳۳۳°شرقی   | عمان                |                                                                           |
| ۲۱°۰′ شمالی ۵۸°۴۸′ شرقی / ۲۱٫۰۰۰°شمالی ۵۸٫۸۰۰°شرقی   | اقیانوس هند         | دریای عرب                                                                 |
| ۲۱°۰′ شمالی ۷۰°۱۴′ شرقی / ۲۱٫۰۰۰°شمالی ۷۰٫۲۳۳°شرقی   | هند                 | گجرات - Kathiawar peninsula                                               |
| ۲۱°۰′ شمالی ۷۱°۴۰′ شرقی / ۲۱٫۰۰۰°شمالی ۷۱٫۶۶۷°شرقی   | اقیانوس هند         | خلیج خامبات                                                               |
| ۲۱°۰′ شمالی ۷۲°۴۴′ شرقی / ۲۱٫۰۰۰°شمالی ۷۲٫۷۳۳°شرقی   | هند                 | Gujarat مهاراشترا چتیسگر اوریسا                                           |
| ۲۱°۰′ شمالی ۸۶°۵۳′ شرقی / ۲۱٫۰۰۰°شمالی ۸۶٫۸۸۳°شرقی   | اقیانوس هند         | خلیج بنگال                                                                |
| ۲۱°۰′ شمالی ۹۲°۱۱′ شرقی / ۲۱٫۰۰۰°شمالی ۹۲٫۱۸۳°شرقی   | بنگلادش             |                                                                           |
| ۲۱°۰′ شمالی ۹۲°۱۶′ شرقی / ۲۱٫۰۰۰°شمالی ۹۲٫۲۶۷°شرقی   | میانمار (Burma)     |                                                                           |
| ۲۱°۰′ شمالی ۱۰۰°۳۳′ شرقی / ۲۱٫۰۰۰°شمالی ۱۰۰٫۵۵۰°شرقی | لائوس               |                                                                           |
| ۲۱°۰′ شمالی ۱۰۳°۴′ شرقی / ۲۱٫۰۰۰°شمالی ۱۰۳٫۰۶۷°شرقی  | ویتنام              | Mainland and some islands                                                 |
| ۲۱°۰′ شمالی ۱۰۷°۵۰′ شرقی / ۲۱٫۰۰۰°شمالی ۱۰۷٫۸۳۳°شرقی | دریای جنوبی چین     | خلیج تونکین - passing just south of Weizhou Island, گوانگشی, چین          |
| ۲۱°۰′ شمالی ۱۰۹°۴۱′ شرقی / ۲۱٫۰۰۰°شمالی ۱۰۹٫۶۸۳°شرقی | چین                 | گوانگ‌دونگ (Leizhou Peninsula and Donghai Island)                          |
| ۲۱°۰′ شمالی ۱۱۰°۳۱′ شرقی / ۲۱٫۰۰۰°شمالی ۱۱۰٫۵۱۷°شرقی | دریای جنوبی چین     | Passing just south of Mavudis island, فیلیپین                             |
| ۲۱°۰′ شمالی ۱۲۱°۵۶′ شرقی / ۲۱٫۰۰۰°شمالی ۱۲۱٫۹۳۳°شرقی | اقیانوس آرام        | Passing between مولوکای and لانائی islands, هاوائی, ایالات متحده آمریکا   |
| ۲۱°۰′ شمالی ۱۵۶°۴۰′ غربی / ۲۱٫۰۰۰°شمالی ۱۵۶٫۶۶۷°غربی | ایالات متحده آمریکا | Island of مائوئی, هاوائی                                                  |
| ۲۱°۰′ شمالی ۱۵۶°۳۳′ غربی / ۲۱٫۰۰۰°شمالی ۱۵۶٫۵۵۰°غربی | اقیانوس آرام        |                                                                           |
| ۲۱°۰′ شمالی ۱۰۵°۲۰′ غربی / ۲۱٫۰۰۰°شمالی ۱۰۵٫۳۳۳°غربی | مکزیک               |                                                                           |
| ۲۱°۰′ شمالی ۹۷°۱۹′ غربی / ۲۱٫۰۰۰°شمالی ۹۷٫۳۱۷°غربی   | خلیج مکزیک          | خلیج کامپچه                                                               |
| ۲۱°۰′ شمالی ۹۰°۲۰′ غربی / ۲۱٫۰۰۰°شمالی ۹۰٫۳۳۳°غربی   | مکزیک               | شبه‌جزیره یوکاتان                                                          |
| ۲۱°۰′ شمالی ۸۶°۴۹′ غربی / ۲۱٫۰۰۰°شمالی ۸۶٫۸۱۷°غربی   | دریای کارائیب       |                                                                           |
| ۲۱°۰′ شمالی ۷۹°۱۳′ غربی / ۲۱٫۰۰۰°شمالی ۷۹٫۲۱۷°غربی   | کوبا                | Doce Leguas Cays                                                          |
| ۲۱°۰′ شمالی ۷۹°۱۰′ غربی / ۲۱٫۰۰۰°شمالی ۷۹٫۱۶۷°غربی   | دریای کارائیب       |                                                                           |
| ۲۱°۰′ شمالی ۷۸°۲۶′ غربی / ۲۱٫۰۰۰°شمالی ۷۸٫۴۳۳°غربی   | کوبا                |                                                                           |
| ۲۱°۰′ شمالی ۷۵°۳۴′ غربی / ۲۱٫۰۰۰°شمالی ۷۵٫۵۶۷°غربی   | اقیانوس اطلس        |                                                                           |
| ۲۱°۰′ شمالی ۷۳°۴۲′ غربی / ۲۱٫۰۰۰°شمالی ۷۳٫۷۰۰°غربی   | باهاما              | Great Inagua island                                                       |
| ۲۱°۰′ شمالی ۷۳°۸′ غربی / ۲۱٫۰۰۰°شمالی ۷۳٫۱۳۳°غربی    | اقیانوس اطلس        | Passing to the south of the southernmost cays of the جزایر تورکس و کایکوس |
| ۲۱°۰′ شمالی ۱۷°۳′ غربی / ۲۱٫۰۰۰°شمالی ۱۷٫۰۵۰°غربی    | صحرای غربی          | Claimed by مراکش - Ras Nouadhibou peninsula                               |
| ۲۱°۰′ شمالی ۱۷°۲′ غربی / ۲۱٫۰۰۰°شمالی ۱۷٫۰۳۳°غربی    | موریتانی            | Ras Nouadhibou peninsula                                                  |
| ۲۱°۰′ شمالی ۱۷°۰′ غربی / ۲۱٫۰۰۰°شمالی ۱۷٫۰۰۰°غربی    | اقیانوس اطلس        |                                                                           |
| ۲۱°۰′ شمالی ۱۶°۵۰′ غربی / ۲۱٫۰۰۰°شمالی ۱۶٫۸۳۳°غربی   | موریتانی            |                                                                           |
| ۲۱°۰′ شمالی ۶°۶′ غربی / ۲۱٫۰۰۰°شمالی ۶٫۱۰۰°غربی      | مالی                | This part of Mali has declared independence as ازواد                      |